# Diaspidiotus bavaricus
Diaspidiotus bavaricus är en insektsart som först beskrevs av Karl Hermann Leonhard Lindinger 1912.  Diaspidiotus bavaricus ingår i släktet Diaspidiotus och familjen pansarsköldlöss. Arten är reproducerande i Sverige. Inga underarter finns listade i Catalogue of Life.